# Tyrian
Tyrian é um shooter de rolagem vertical desenvolvido pela Eclipse Software para MS-DOS e publicado em 1995 pela Epic MegaGames. Tyrian foi programado por Jason Emery, ilustrado por Daniel Cook, e sua música composta por Alexander Brandon e Andras Molnar. O jogo foi relançado como freeware em 2004. Uma versão gratuita e de código aberto do jogo foi iniciada em abril de 2007.

## Enredo
O jogo se passa no ano 20.031. O jogador assume o papel de Trent Hawkins, um habilidoso piloto de nave espacial. Enquanto no planeta Tyrian, um drone hostil atira em seu melhor amigo, Buce Quesillac. Antes de morrer, Buce avisa a Trent que o drone pertencia à megacorporação militarista MicroSol. A MicroSol descobriu Gravitium em Tyrian e procura manter isso em segredo. Agora na lista de alvos da MicroSol, Trent consegue proteger uma pequena espaçonave armada e estabelecer o mundo livre de Savara.

## Jogabilidade
Tyrian é um shooter de rolagem vertical estilo arcade. Foi desenvolvido principalmente como uma homenagem aos trabalhos da Compile, particularmente sua série Zanac.
O jogador controla uma nave espacial equipada com diferentes armas (tanto frente quanto costas, ligadas ao mesmo botão, e até dois pods externos com botões próprios) e outros equipamentos. O jogo apresenta uma variedade de inimigos (alguns voadores, alguns fixos, alguns sobre trilhos) e chefes, com muitas ocorrências de obstáculos fixos e/ou indestrutíveis. Antes que a nave do jogador seja destruída, ela deve sofrer dano suficiente para esgotar vários pontos de escudos (que se regeneram com o tempo) e armaduras.
O modo de jogo completo de Tyrian apresenta um sistema de compra de crédito e equipamento, e os pontos de vida de escudo/armadura que são semelhantes à mecânica de jogo em Raptor: Call of the Shadows, outro jogo para PC do mesmo período. O modo arcade tem características de jogos de tiro à base de fichas, como power-ups no jogo e vidas extras.

### Dificuldade
Existem três níveis de dificuldade para escolher: Fácil ("Easy"), Médio ("Medium") e Difícil ("Hard"), além das opções ocultas Impossível ("Impossible"), Suicídio ("Suicide") e Senhor do Jogo ("Lord of the Game"). Da dificuldade Difícil em diante, são empregados inimigos com mais saúde, além de capazes de disparar mais balas por segundo. Certos níveis ocultos estão disponíveis apenas em dificuldade Difícil, o que oferece amplas oportunidades para upgrades e upgrades exclusivos. Em certos níveis, a configuração Difícil também evita que o jogador veja os inimigos fora de uma linha de visão cônica. Após a conclusão do jogo, o jogador recebe uma senha para uma das várias naves ocultas, bem como as opções para repetir o jogo em um nível de dificuldade maior.

### Modo história completo
O "modo história completo" é um modo de jogador único que apresenta uma campanha baseada em história e personalização de naves. A história é contada através dos cubos de mensagens que podem ser coletados e lidos entre os níveis. Alguns desses cubos de mensagens estão prontamente disponíveis, enquanto outros precisam ser obtidos destruindo certos inimigos no nível anterior. Em certos pontos do jogo, o enredo se ramifica e o jogador é obrigado a escolher um ramo.
A embarcação do jogador é personalizável. Ela pode acomodar uma arma frontal e uma arma traseira. As lojas podem fornecer uma variedade de armas cinéticas, armas de raios, mísseis e bombas para esses dois slots. Enquanto as armas frontais são limitadas principalmente a arcos avançados, as armas "traseiras" geralmente vêm com uma cobertura mais ampla, incluindo tiros laterais e traseiros. Algumas armas traseiras têm dois modos de tiro selecionáveis, focando principalmente para a frente, principalmente para os lados ou para trás.
As armas podem ser atualizadas até dez vezes. Níveis mais altos custam exponencialmente mais e requerem um gerador mais poderoso para apoiá-los. Outras atualizações incluem escudos aumentados, geradores mais poderosos para permitir armas e escudos mais fortes, mais armadura e maior capacidade de manobra. A loja difere em termos de navios, geradores e armas à venda. No entanto, as lojas podem atualizar qualquer componente, mesmo aqueles que não vendem.
O jogador também pode comprar até dois "companheiros" que voam ao lado do navio. Alguns simplesmente agem como uma arma complementar que dispara sempre que a nave dispara; outras são armas poderosas com munição limitada que precisam ser ativadas manualmente. Os ajudantes podem não ser atualizáveis.

### Modo Arcade
No modo Arcade, o jogador começa com uma nave mediana e pega os canhões dianteiros, traseiros e auxiliares ao longo do caminho, em vez de comprá-los. As armas frontais são atualizadas pegando bolhas roxas de inimigos destruídos. O número de esferas roxas necessárias aumenta exponencialmente para avançar para níveis de poder mais altos. As armas dianteiras e traseiras também podem ser atualizadas para o próximo nível, pegando pods de power-up, que são encontrados destruindo um inimigo específico. A nave, escudos e geradores não podem ser atualizados.
O modo arcade pode ser jogado com uma ou duas naves, por um ou dois jogadores. Os navios são chamados de "Dragonhead" e "Dragonwing". Ambos os jogadores podem combinar seus navios em um, formando o "Steel Dragon", com o primeiro jogador controlando o navio combinado e o segundo jogador controlando uma torre. Tyrian permite que os dois jogadores sejam conectados via modem.
O Dragonhead tem powerups de armas frontais (com mais variedade do que os captadores de armas traseiras do Dragonwing), tem melhor capacidade de manobra e um perfil menor, tornando mais fácil desviar do fogo inimigo. Ele também controla as armas de power-up "especiais", como a Soul of Zinglon ou Repulsor. O Dragonwing é maior e mais lento, porém também é mais fortemente blindado. Ele pega os power-ups traseiros, embora, ao contrário da arma traseira equivalente para um jogador, o Dragonwing atire principalmente para a frente, em vez de para o lado ou para trás. O Dragonwing também controla as armas auxiliares. O jogador também pode aumentar o poder da arma do Dragonwing não disparando por pouco tempo, deixando-o acumular cargas extras. Existem cinco níveis de carga para cada arma, e coletar os upgrades roxos esféricos dá ao Dragonwing a capacidade de carregar mais rápido.

### Batalha cronometrada
Neste modo, disponível apenas em Tyrian 2000, o jogador escolhe entre três níveis para jogar (Deliani, Estação Espacial e Savara). O jogador tem um tempo definido para completar o nível, enquanto coleta power-ups, luta contra os inimigos e mata o chefe. Quando o nível é concluído, a pontuação é calculada dependendo do tempo gasto, integridade do navio, destruição causada e inimigos mortos.

### Super Arcade
O jogo também apresenta 7 (9 em Tyrian 2000) modos ocultos "super arcade" com naves especializadas, exigindo que o usuário digite certas palavras-código que são mostradas após vencer o jogo. (O primeiro código é dado ao vencer o jogo regular, e cada código consecutivo é dado após vencer o modo que vem antes dele.)

### Super Tyrian
Este modo, que é ativado digitando "envolver" na tela de título, desativa todos os códigos de trapaça e parâmetros de comando e define a dificuldade como Senhor do Jogo (ou Suicídio se a tecla Scroll Lock for pressionada). O jogador possui uma nave Stalker 21.126, junto com um pequeno escudo e apenas uma arma, a Atomic Rail Gun. Nenhuma outra arma está disponível; no entanto, a nave é capaz de gerar muitas armas diferentes quando o jogador executa sequências específicas de movimentos e disparos de armas. O "efeito farol" está sempre ativado no Super Tyrian, o que pode obscurecer objetos que não estão dentro de um campo de visão de 90 graus na frente da nave do jogador.

### Mini-games
Destruct é um minijogo escondido dentro de Tyrian, reminiscente de Scorched Earth, com modos de jogo humano contra humano, e humano contra computador. Pode ser jogado digitando "destruct" na tela do menu principal.
No minijogo Zinglon's Ale, os jogadores devem tentar reunir o máximo de cerveja possível, enquanto desviam de onda após onda de inimigos saltitantes e limpam totalmente a tela de inimigos antes de avançar para o próximo nível. Se não for limpo, o jogo continua infinitamente enquanto fica cada vez mais difícil.
Zinglon's Squadrons é um minijogo semelhante ao Galaxian ou Galaga. Grandes formações de naves voam para atacar. Naves individuais nos grupos se separam para voar de várias maneiras. Os jogadores devem destruir toda a frota para avançar para a próxima frota.
No minigame Zinglon's Revenge, uma nave gigante projeta um campo horizontal de energia. Pequenos inimigos caem de cima e saltam pelas bordas da tela e também contra o campo de energia. Tocar no campo ou em um dos pequenos inimigos pode ser mortal. Os jogadores devem atirar em todos os pequenos inimigos para avançar para o próximo nível.

## Desenvolvimento
Tyrian foi desenvolvido por um total creditado de 11 pessoas, com "três condutores principais" - Alexander Brandon (compositor e escritor), Jason Emery (programador e designer de níveis) e Daniel Cook (artista e designer de interface). Para os desenvolvedores mencionados, Tyrian foi seu primeiro videogame comercial.
As origens de Tyrian começaram como um experimento em 1991, com um jovem Jason Emery mostrando a seu amigo Alexander Brandon os trabalhos preliminares de um fundo de rolagem. Os dois continuaram desenvolvendo e acabaram decidindo que o trabalho poderia ser mostrado para uma empresa de jogos. Brandon escreveu um documento de proposta e o enviou para os dois principais editores de jogos shareware da época, Epic MegaGames e Apogee. No entanto, faltava som ou música ao jogo e os gráficos "definitivamente não eram profissionais". Como tal, "nenhum deles ficou muito animado", mas ambos mostraram interesse.
Os dois desenvolvedores pensaram que nunca encontrariam um editor. No entanto, depois de uma longa espera, Robert Allen — chefe da Safari Software — considerou que Tyrian se encaixaria perfeitamente em sua empresa, que lidava com projetos de menor escala. Robert Allen ouviu de Cliff Bleszinski que Tyrian era muito parecido com Zanac, pensando que deveria ser seguido.
Robert Allen deu pistas para codificadores de som e artistas, sendo o primeiro Bruce Hsu, que criou gráficos de interface e rostos de personagens. O artista Daniel Cook foi contratado depois que o compositor Alexander Brandon mostrou interesse em sua arte, que foi - sem o conhecimento de Cook - "enviada" por um amigo. Depois de receber uma pequena lista de níveis, Cook criou uma arte de amostra em um Amiga 1200. Foi recebido com elogios pelos outros desenvolvedores, que lhe pediram para "fazer mais alguns!". A obra de arte foi concluída em um período de 4 meses.
Depois que o trabalho nos gráficos começou, a popularidade de Tyrian aumentou na Epic MegaGames. Arturo Sinclair, da Storm Front Studios, juntou-se para criar arte renderizada para planetas e rostos de personagens. Os desenvolvedores queriam uma interface "simples e divertida" e a mudaram pelo menos três vezes antes de decidir sobre a versão final. Nesse ponto, Tyrian estava quase completo; com o sistema de som "Loudness", efeitos sonoros quase completos e um plano de marketing liderado por Mark Rein. Neste momento, Tim Sweeney abordou a equipe e os informou que Tyrian seria publicado como um produto Epic MegaGames completo. Mais tarde, foi lançado em 1995.
Os cubos de dados encontrados no Modo Completo do jogo contêm várias referências a seus editores pais, incluindo One Must Fall: 2097, Jazz Jackrabbit e Pretzel Pete (Tyrian 2000). O Pretzel Pete Truck e sua arma são uma referência ao videogame de mesmo nome, "Pretzel Pete".

## Versões e Relançamentos

### Tyrian
A versão 1.0 do jogo foi lançada originalmente como shareware, consistindo no episódio 1 do jogo. A versão 1.1 foi a primeira versão registrada então publicada, consistindo nos três primeiros episódios e inclui várias correções de bugs. A versão registrada também inclui o editor de naves, que posteriormente foi disponibilizado para download em separado. A versão 2.0 adicionou o Episódio 4 (An End to Fate/"Um final para o destino") e vários novos modos de jogo, como o modo para dois jogadores. A versão 2.01/2.1 corrigiu alguns bugs do teclado e incluiu o "modo Natal", acionado ao iniciar o jogo em dezembro.

### Tyrian 2000 (3.0)
Em 1999, Tyrian foi relançado como Tyrian 2000, que inclui um quinto episódio adicional e correções de bugs.
Naves adicionais incluem Phoenix II, Storm, Red Dragon, Pretzel Pete Truck (do videogame Pretzel Pete, publicado pela XSIV Games). O datacube "TRANSMISSION SOURCE: Epic MegaGames" foi renomeado como "TRANSMISSION SOURCE: XSIV Games", com uma propaganda do jogo Pretzel Pete (no entanto, outras referências aos títulos da Epic MegaGames permanecem).
Embora alegue compatibilidade com o Windows, ele é obtido usando um arquivo .PIF, não criando um aplicativo nativo do Windows.

### Lançamentos de Game Boy
A World Tree Games desenvolveu versões para o Game Boy Color e Game Boy Advance. Depois que a editora Symmetry Entertainment fechou, a editora europeia Stealth Productions, Inc. (Stealth Media Group, Inc.) obteve os direitos de distribuição, mas o jogo foi cancelado.
Ambas as versões do Game Boy foram finalmente lançadas em formato compilado em 2007 como freeware pela World Tree Games.
Na versão Game Boy Color, o jogo completo incorpora uma história mais curta (dos episódios 1-4) do que o jogo de DOS original, mas o núcleo do planeta Ixmucane sempre é destruído no final e os níveis foram redesenhados. A arma traseira na versão do jogo DOS não está disponível. O jogador pode carregar duas armas Sidekick ao mesmo tempo, mas apenas uma pode ser usada por vez. Novos modos de jogo e itens podem ser desbloqueados comprando Extras usando créditos obtidos ao completar cada etapa.
A versão Game Boy Advance incorpora gráficos do jogo DOS, mas o layout do nível e a jogabilidade são baseados no jogo Game Boy Color. Duas armas Sidekick podem ser disparadas ao mesmo tempo. O modo Super Arcade não está incluído, assim como o áudio. A novidade neste jogo é o modo Desafio ("Challenge Mode"), onde níveis adicionais são desbloqueados ao completar níveis existentes.

### OpenTyrian
Em fevereiro de 2007, o código-fonte Pascal (além do x86 assembly) para Tyrian foi delegado a um pequeno grupo de desenvolvedores para ser reescrito em C, em um projeto chamado OpenTyrian, licenciado sob a GNU GPL-2.0-ou-posterior. Jason Emery lançou Tyrian em 2007, junto com algumas versões de Game Boy e Game Boy Advance. Após esse anúncio, em abril de 2007, Daniel Cook anunciou a disponibilidade gratuita de seu artwork para Tyrian (não incluindo o trabalho posterior para a edição Game Boy Color e para Tyrian 2000) sob os termos liberais genéricos do conteúdo aberto Creative Commons Attribution 3.0 License. O OpenTyrian foi originalmente armazenado no repositório BitBucket antes de passar para o GitHub.

## Áudio
A música de Tyrian foi criada por Alexander Brandon com música adicional de Andras Molnar, e está no formato LDS (Loudness Sound System). O CD Tyrian 2000 inclui 25 das faixas em formato de áudio CD. Tais faixas são omitidas da versão freeware devido ao tamanho do download. As faixas "ZANAC3" e "ZANAC5" são reproduções de duas músicas do jogo para MSX/NES Zanac.
Alexander Brandon lançou a música de Tyrian gratuitamente em agosto de 2010.

## Recepção
O jogo recebeu críticas em geral positivas. Tyrian obteve 87% no PC Gamer (um por cento abaixo do título que obteve o prêmio Escolha do Editor, "Editor's Choice"). Um avaliador da Next Generation elogiou o uso de um sistema de loja para adquirir powerups, a capacidade de salvar jogos a qualquer momento e a inclusão de um enredo para fornecer uma razão por trás de "matar tudo o que você vê". Ele marcou o jogo com quatro de cinco estrelas. A Computer Gaming World nomeou Tyrian como o "Jogo de Ação do Ano". Os desenvolvedores originais Jason Emery e Alexander Brandon consideraram a recepção de Tyrian "muito maiores" do que suas expectativas.